# Dendrospora erecta
Dendrospora erecta är en svampart som beskrevs av Ingold 1943. Dendrospora erecta ingår i släktet Dendrospora, divisionen sporsäcksvampar och riket svampar.   Inga underarter finns listade i Catalogue of Life.